# Hermanas de Nuestra Señora de la Inmaculada Concepción de Castres
Hermanas de Nuestra Señora de la Inmaculada Concepción de Castres
Las Hermanas de Nuestra Señora de la Inmaculada Concepción de Castres, en latín Congregationis Nostrae Dominae ab Immaculata Conceptione, también llamadas hermanas azules, forman una congregación religiosa católica femenina, hospitalaria y enseñante, de derecho pontificio.

## Historia
La funda Jeanne Émilie de Villeneuve (1811-1854) el 8 de diciembre de 1836 en Castres (Francia), cuando abre una casa para acoger y formar a las chicas jóvenes pobres y abandonadas. Las religiosas también se dedican a visitar enfermos a domicilio y a los prisioneros.
Los reglamentos de la institución son aprobados el día 16 de diciembre de 1836 por Monseñor François de Gualy, arzobispo de Albi.
En 1840, las hermanas crean una primera fundación en Saïx, donde se ocupan de la dirección de la escuela parroquial y de la enseñanza del catecismo.
Más adelante, la congregación se abre a la realización de un apostolado misionero y, en 1848, invitadas por François Libermann y Jean-Rémi Bessieux, comienzan a ayudar a las misioneras espiritanas en Senegal y en Gabón.
El 30 de diciembre de 1852, la congregación recibe el decretum laudis (reconocimiento oficial). El 21 de enero de 1878, la Santa Sede aprueba las constituciones de la congregación.
A lo largo de los primeros años del siglo XX, con motivo de la legislación anticongregacionista, se suprimen todas las casas de la institución presentes en Francia. Las religiosas son desplazadas a Italia, España y América del Sur.

### Fusión

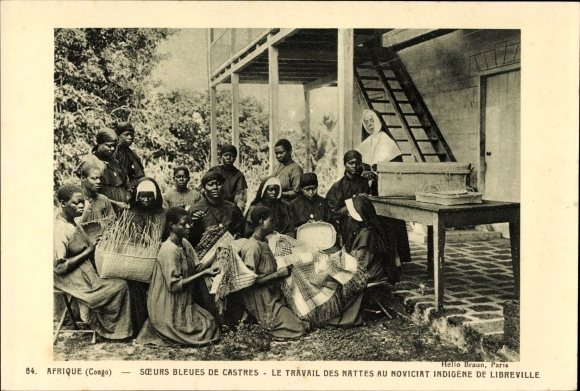
Misión de Libreville, hacia 1930.

En la primera mitad del siglo XX se fusionan dos congregaciones con las hermanas de Nuestra Señora de la Inmaculada Concepción de Castres:
- En 1928, las hermanas de la Inmaculada Concepción de la Madre de Dios de Clermont-Ferrand, fundadas por Marie Boutarel (sor Marthe-Marie). El objeto de la congregación era proponer retiros espirituales, acoger a chicas jóvenes que buscaban trabajo, en su caso formarlas y ayudar a crear asociaciones.[6]

- En 1936, las hermanas hospitalarias de san Alexis de Limoges, fundadas por Marie Petiot en 1657.[7] El objeto de la congregación era el de ocuparse de los enfermos del hospital Saint Gerald de Limoges.[8]

## Actividades y difusión
Las religiosas se dedican a la instrucción y a la educación cristiana de la juventud, de los huérfanos y de los enfermos, al cuidado de parroquias y a las misiones.
Están presentes en:
- Europa : Francia, Italia, España.
- África : Benín, Burkina Faso, República Democrática del Congo, Gabón, Guinea Bissau,  Senegal.
- América : Argentina, Bolivia, Brasil, Haití, México, Paraguay, Uruguay, Venezuela
- Asia: Filipinas

La sede general está en Roma, donde dispone de una casa per ferie, «Il Romitello», para la acogida de peregrinos.
En 2017, la congregación contaba con 539 hermanas, repartidas en 118 casas.